# Tor Cervara
Tor Cervara är Roms sjunde zon och har beteckningen Z. VII. Zonen är uppkallad efter godset Cerbaro som fick sin namn av cervo, italienska för ”hjort”, då det under romartiden här bedrevs jakt på hjort. I mitten av godset stod Casale di Tor Cervara, vilket i dag kallas för castello della quiete, ”det tysta slottet”. Zonen Tor Cervara bildades år 1961.

## Kyrkobyggnader
- Santa Maria Immacolata alla Cervelletta
- Cappella San Michele
- Santa Bernadetta Soubirous

## Övrigt
- Casale e torre di Tor Cervara
- Casale della Cervelletta
- Casale Cosimo
- Grottor i röd tuff från den romerska republikens tid
- Romersk villa vid Via Antenore, från den romerska republikens tid
- Villa del Fosso di Tor Sapienza
- Necropoli di Tor Cervara, nekropoler från första århundradet e.Kr.
- Riserva naturale Valle dell'Aniene
- Parco Nuovo Auspicio

## Kommunikationer
- Järnvägsstation: Tor Sapienza
- Tunnelbanestationer:  Ponte Mammolo och  Rebibbia

## Bilder
| - Santa Maria Immacolata alla Cervelletta. - Via Alberto Pasini. |